# Susanne Muth
Susanne Muth (* 25. Juli 1967 in Karlsruhe) ist eine deutsche Klassische Archäologin.
Susanne Muth legte 1987 ihr Abitur in Darmstadt ab und begann anschließend ein Studium der Klassischen Archäologie, der Alten Geschichte und der Lateinischen Philologie an der Universität Mainz und der Universität Heidelberg. Zwischen 1996 und 1997 arbeitete sie von einem Promotions-Stipendium der Studienstiftung des deutschen Volkes unterstützt an ihrer Dissertation und wurde 1997 an der Fakultät für Orientalistik und Altertumswissenschaften der Universität Heidelberg bei Tonio Hölscher promoviert. Das Thema der Arbeit lautete Erleben von Raum – Leben im Raum. Zur Funktion mythologischer Mosaikbilder in der römisch-kaiserzeitlichen Wohnarchitektur. Anschließend arbeitete Muth unterstützt durch ein Postdoc-Stipendium der Gerda Henkel Stiftung bis 1998 am Forschungsprojekt Stadtkultur in der römischen Kaiserzeit der Abteilung Rom des Deutschen Archäologischen Instituts. Daran schloss sich bis 1999 das Reisestipendium des Deutschen Archäologischen Instituts an. 1999 wurde Muths Dissertation mit dem Bruno-Snell-Preis der Mommsen-Gesellschaft ausgezeichnet.
Bis zum Jahr 2000 vertrat Muth danach eine Assistenz am Institut für Klassische Archäologie der Universität München und forschte 2000/01 unterstützt durch ein Forschungsstipendium der Fritz Thyssen Stiftung Zum Umgang mit den Bauten der Vergangenheit auf dem Forum Romanum. 2001 wurde sie Assistentin, drei Jahre später Oberassistentin am Institut für Klassische Archäologie der Universität München. Dort habilitierte sie sich 2004 zum Thema Gewalt im Bild. Zum Phänomen der medialen Gewalt im Athen des 6. und 5. Jahrhundert v. Chr. und bekam die Venia Legendi für das Fach Klassische Archäologie an der Fakultät für Kulturwissenschaften. 2007 vertrat sie dort den Lehrstuhl und war anschließend 2007/08 Fellow am Wissenschaftskolleg zu Berlin. Seit Oktober 2008 ist Muth W3-Professorin für Klassische Archäologie und Nachwirkungen der Antike am Winckelmann-Institut der Humboldt-Universität zu Berlin.
Muth forscht zu antiken Bilderwelten als Spiegel der griechischen und römischen Lebenskultur, ihrer Funktion sowie dem Kontext, der Suggestion von Bildern und ihrer historischen Aussagekraft. Zudem interessiert sie sich für Urbanistik, Stadtbilder, insbesondere im öffentlichen Raum, für römische und spätantike Wohnkultur, die Formen kultureller Transformation zwischen römischer Kaiserzeit und Spätantike und der Wissenschaftsgeschichte. Außerdem beschäftigt sie sich mit der Methodendiskussion und der archäologischen Bildanalyse.

## Schriften (Auswahl)
- Erleben von Raum – Leben im Raum. Zur Funktion mythologischer Mosaikbilder in der römisch-kaiserzeitlichen Wohnarchitektur (= Archäologie und Geschichte Bd. 10). Verlag Archäologie und Geschichte, Heidelberg 1998, ISBN 3-9804648-7-3 und ISBN 3-9804648-6-5 (Dissertation).
- Gewalt im Bild. Das Phänomen der medialen Gewalt im Athen des 6. und 5. Jahrhunderts v. Chr. (= Image & context Bd. 1). de Gruyter, Berlin und New York 2008, ISBN 978-3-11-018420-4 (Habilitationsschrift).
- Herausgeberin: Laokoon. Auf der Suche nach einem Meisterwerk. Begleitbuch zu einer Ausstellung von Studierenden und Dozenten des Winckelmann-Instituts der Humboldt-Universität zu Berlin und des Sonderforschungsbereichs 644 „Transformationen der Antike“. Sammlungsräume des Winckelmann-Instituts der Humboldt-Universität zu Berlin, 19. Oktober 2016–31. Juli 2018. Verlag Marie Leidorf, Rahden/Westf. 2017, ISBN 978-3-86757-019-0.